# Thomas J. Paterson
Thomas Jefferson Paterson (* 10. April 1805 in Lisle, New York; † 15. Februar 1885 in Rochester, New York) war ein US-amerikanischer Politiker. Zwischen 1843 und 1845 vertrat er den Bundesstaat New York im US-Repräsentantenhaus. Sein Großvater war der Generalmajor John Paterson (1744–1808). Ihr Name wird oft „Patterson“ ausgesprochen.

## Werdegang
Thomas Jefferson Paterson wurde ungefähr sieben Jahre vor dem Ausbruch des Britisch-Amerikanischen Krieges in Lisle im Broome County geboren. Die Familie zog 1812 nach Parma. Dort besuchte er öffentliche Schulen. Seine Verwandtschaft in Rochester im Monroe County unterstützte ihn, während er eine Lehre im Einzelhandelsgeschäft machte und als er später ein eigenes Geschäft betrieb. Er beteiligte sich an mehreren Geschäftsunternehmungen, einschließlich einer Teilhaberschaft an einer Mühle. Allerdings verlor er alle seine Beteiligungen während der Wirtschaftskrise von 1837. Finanziell erholte er sich niemals mehr davon. Er verbrachte den Rest seines Lebens damit die Schulden zu tilgen.
1838 gewann er die Wahl für den County Board of Supervisors, verlor allerdings die Wahl für den Stadtrat (City Council) von Rochester zwei Jahre später. Politisch gehörte er der Whig Party an. Bei den Kongresswahlen des Jahres 1842 für den 28. Kongress wurde er im 28. Wahlbezirk von New York in das US-Repräsentantenhaus in Washington, D.C. gewählt, wo er am 4. März 1843 die Nachfolge von Timothy Childs antrat. Er schied nach dem 3. März 1845 aus dem Kongress aus.
Nach seiner Kongresszeit arbeitete er in Rochester als Makler (real estate agent), ging aber auch anderen lokalen Geschäften nach. Am 15. Februar 1885 verstarb er dort.